# Finn Nielsen (Landshøvding)
Finn Carsten Nielsen (* 4. Dezember 1913 in Frederiksberg; † 8. April 1995) war ein dänischer Jurist, Beamter und Landshøvding von Grönland.

## Leben

### Karriere
Finn Nielsen war der Sohn des Großhändlers Carsten Nielsen († 1947) und seiner Frau Ingeborg Storr († 1974). Er besuchte ein Kopenhagener Gymnasium, das er 1932 abschloss. Anschließend studierte er bis 1938 Jura und schloss das Studium als cand.jur. ab. Am 20. Dezember 1938 heiratete er Else Saabye (1914–1991), Tochter des Maschineninspektors Niels Listov Saabye († 1961) und seiner Frau Astrid Jacobsen († 1974). 1938 wurde er als kommissarischer Sekretär im Socialministeriet angestellt, bis er 1941 festangestellt wurde. Nachdem er seit 1938 Anwaltsbevollmächtigter war, durfte er ab 1942 als Anwalt arbeiten. 1945 leitete er die Zurückholung dänischer und norwegischer Insassen aus den deutschen Konzentrationslagern. 1946 wurde er zum Bevollmächtigten befördert. Ab 1947 leitete er die Tuberkulosearbeit des Dänischen Roten Kreuzes und war von 1947 bis 1949 Leiter der Internationalen Tuberkulosekampagne von UNICEF, WHO, des Dänischen und Schwedischen Roten Kreuzes und der Norwegischen Europahilfe. 1949 wurde er leitender Sekretär der Grønlandskommission. Nach Abschluss der Kommissionsarbeit wurde er im Zuge der Neuordnung Grönlands kommissarischer Abteilungschef im neuerrichteten Grønlandsdepartement, bis er 1953 festangestellt wurde. 1955 wurde das Departement in das selbstständige Grønlandsministeriet umgewandelt. 1960 wurde er zum Landshøvding von Grönland ernannt. Von 1960 bis 1963 gehörte er als Landshøvding dem Grønlandsudvalg an. 1963 wurde er Departementschef im Socialministeriet, was er bis 1976 blieb. Anschließend arbeitete er bis 1983 als Regierungsberater für internationale sozialpolitische Fragen. Er starb 1995 im Alter von 81 Jahren.

### Ehrenämter
Finn Nielsen war nebenher von 1942 bis 1944 Mitarbeiter im Landesausschuss für Kinderfürsorge. Von 1946 bis 1953 arbeitete er bei der Stiftung für Dänisch-Norwegische Zusammenarbeit. Von 1953 bis 1956 war er Redakteur der Tidsskriftet Grønland. 1957 wurde er Mitglied des Vorstands des Arktisk Institut. Von 1963 bis 1976 war er Vorsitzender des Aufsichtsrats für Mütterhilfe und von 1963 bis 1974 des Redaktionsausschusses der Socialt Tidsskrift. Von 1963 bis 1972 war er Vizevorsitzender des Forschungsrats des Sozialforschungsinstituts und anschließend bis 1975 Vorsitzender. Von 1964 bis 1972 war er Vizevorsitzender der Sozialreformkommission. Von 1963 bis 1976 war er erst Mitglied bzw. Vorsitzender des Nordischen Sozialpolitischen Komitees und des Sozialen Komitees des Europarats und von 1964 bis 1966 des Sozialen Komitees der Vereinten Nationen, davon das letzte Jahr als Vizevorsitzender.  Von 1965 bis 1969 war er Mitglied des Administrationsrats. Von 1966 bis 1969 war er Ausschussvorsitzender bezüglich der Staatlichen Bauverwaltung. Von 1976 bis 1983 war er Mitglied des Steuerungskomitees für Soziale Angelegenheiten des Europarats. Von 1976 bis 1980 war er Mitglied der Sozialentwicklungskommission der Vereinten Nationen. Von 1978 bis 1983 war er Vizevorsitzender der Internationalen Auswanderungsverwaltung. Von 1963 bis 1990 war er zudem Vorsitzender des Fabrikant E. H. Ludvigsen und Hustrus Legat.

## Auszeichnungen
Finn Nielsen wurde am 5. Juli 1954 zum Ritter des Dannebrogordens ernannt, am 9. Juni 1960 zum Ritter 1. Grades, am 1. Januar 1967 zum Kommandeur und am 6. April 1975 zum Kommandeur 1. Grades. Er trug zudem das Gedächtnisabzeichen des Dänischen Roten Kreuzes für Kriegshilde im Zweiten Weltkrieg. Im Ausland wurde er ebenfalls ausgezeichnet. In Belgien war er Offizier des Orden Leopolds II., in Frankreich trug er die Französische Erkenntlichkeitsmedialle in Bronze, in den Niederlanden war er Kommandeur des Ordens von Oranien-Nassau, in Norwegen Ritter 1. Grades des Sankt-Olav-Ordens und in Schweden trug er die Verdienstmedaille 2. Klasse des Schwedischen Roten Kreuzes.